# أكادير الجديد (آيت لحزن)
أكادير الجديد هو دُوَّار يقع بجماعة تيزڭزاوين، إقليم تارودانت، جهة سوس ماسة في المملكة المغربية. ينتمي الدوّار لمشيخة آيت لحزن التي تضم 10 دواوير. يقدر عدد سكانه بـ 487 نسمة حسب الإحصاء الرسمي للسكان والسكنى لسنة 2004.

## روابط خارجية
- البوابة الوطنية للجماعات الترابية
- المندوبية السامية للتخطيط